# Lac Tobin
Le lac Tobin est un réservoir en Saskatchewan au Canada. Il a été formé par le barrage E.B. Campbell (en) sur la rivière Saskatchewan en 1963. Il est situé près de la ville de Nipawin.

## Faune
Le lac Tobin abrite plusieurs espèces de poissons incluant le doré jaune, le doré noir, la perchaude, l'esturgeon jaune, le grand brochet, la laquaiche aux yeux d'or, la laquaiche argentée, le grand corégone, la lotte, le meunier noir, le meunier rouge et le chevalier rouge.